# Idaea eucrossa
Idaea eucrossa là một loài bướm đêm trong họ Geometridae.